# Adeline Toniutti
Adeline Toniutti, née le 8 mars 1988 à Audincourt (Doubs), est une chanteuse, coach vocale, personnalité médiatique et autrice française.
Elle est professeure de chant à la Star Academy en 2022 et 2023.

## Biographie

### Enfance et jeunesse mélomanes
Adeline Toniutti est née d'un père facteur ainsi que bucheron et d'une mère gérante d'une supérette,,. Elle grandit avec ses sœurs dans la commune de Méziré au sein d'une famille mélomane aux revenus modestes, sa mère ayant arrêté son travail pour s'occuper de ses aïeules malades. La jeune Française écoute ainsi beaucoup de rock, notamment du groupe Queen. Attirée par la musique, elle est inscrite dès son enfance à l'harmonie municipale de Danjoutin, et se forme à la clarinette puis au piano,.
À l'adolescence, Adeline Toniutti souffre d'hyperphagie.
Elle intègre la spécialité musique lycée Pasteur de Besançon et découvre ainsi le chant. À l'écoute d'une soprano interprétant le Benedictus de la messe au sein de la cathédrale de Belfort, la Terrifortaine s'enthousiasme pour le chant lyrique. Ainsi, Adeline Toniutti fait partie par la suite du chœur inter-lycées où elle chante et joue des solos de clarinette.

### Formation et carrière de chanteuse lyrique
À la suite de l'obtention de son baccalauréat techniques de la musique, la Méziroise part étudier la musicologie à Paris-IV Sorbonne,. En parallèle, elle exerce différents jobs alimentaires afin de financer ses études.
Elle étudie aussi l'art lyrique dans plusieurs écoles d'Europe, telles que le conservatoire du XXe arrondissement de Paris ou le conservatoire de musiques de Bruxelles, et travaille avec Christine Schweitzer, conseillère vocale de Natalie Dessay.
Par la suite, Adeline Toniutti monte ses propres récitals et subséquemment ses productions. Ainsi, lors de l'édition 2011 du Festival international de musique universitaire (FIMU), la soprano colorature est à la tête du spectacle Orphée aux Enfers de Jacques Offenbach, qu'elle a réécrit et mis en scène.
Elle fait aussi partie d'une troupe parisienne nommée « le Paris opérette théâtre » et termine finaliste du concours Reina Sofia d'Espagne en avril 2013,.

### Voies respiratoires brulées et victime de violences conjugales
En décembre 2014, la chanteuse lyrique se retire chez son fiancé en Franche-Comté afin de préparer ses rôles. Elle y est victime d'émanations toxiques issues de la cheminée du logement qui brulent ses cordes vocales. L'affection est lourde, Adeline Toniutti reçoit des injections de cortisone dans ses cordes vocales puis ces dernières sont cautérisées. La cantatrice devient alors aphone. Elle témoignera de cet événement difficile dans un documentaire diffusé en 2017, ainsi que sur le plateau de l'émission Ça commence aujourd'hui sur France 2 en 2020.
Après une troisième opération, Adeline Toniutti peut parler, avec une voix qui déraille néanmoins. Sa détresse est importante, elle fait de l'anorexie et « perd le sens de [s]a vie ».
Fin 2022 dans un portrait de Libération et début 2023 dans un entretien dans Sept à huit notamment, elle relate qu'à cette époque, son conjoint d'alors commence à la violenter, la rabaissant régulièrement et l'empêchant de retrouver un travail,. Elle est aussi frappée, battue, étranglée et menacée de mort par cette personne,,. Adeline Toniutti s'extrait de cet enfer en contactant SOS Femmes Battues au 3919,, et portera plainte sans que cela ne débouche sur un procès.

### Carrière de coach vocal
Pour sa voix, Adeline Toniutti mène une longue rééducation et teste plusieurs protocoles postopératoires nouveaux. Sa reconstruction se fait également avec l'aide d'un psychiatre ancien chanteur, auprès de qui la Franc-Comtoise apprend des conseils techniques. Elle parvient en 2018 à rechanter pour la première fois.
En parallèle, avec plusieurs professionnels et le soutien de ses médecins, elle fonde en 2017 une école de chant, le Centre d'Art Lyrique de Paris (CALYP),. Adeline Toniutti y officie en tant que coach vocale, et organise également des séances de rééducation vocale pour des chanteurs ayant une fatigue ou des troubles des cordes vocales et pour des personnes atteintes de lésions nodulaires,. Ainsi, elle supervise plusieurs jeunes talents, dont Andréas Pérez-Ursulet, vainqueur de la saison 5 de Prodiges sur France 2, Gail Ann Dorsey, chanteuse et bassiste de David Bowie, ou encore Eliette Poncet, soprane internationale. Par ailleurs, elle entame une collaboration avec l'Opéra de Paris. Adeline Toniutti est alors repérée par Endemol, qui lui fait prendre part en tant que coach vocal au nouveau télécrochet Together, tous avec moi du groupe M6 diffusé courant 2019.
En 2020, remarquée par la couleur rouge de ses cheveux, elle promeut dans un clip publicitaire tourné à Prague Olia, une marque de coloration capillaire de L'Oréal, et est choisie comme ambassadrice de Garnier ainsi qu'égérie de L'Oréal,.
En 2021, elle crée un spectacle hommage à Freddie Mercury pour les trente ans de sa mort, joué en France et à l'étranger, notamment à New York,. Se fâchant face à ses élèves, Adeline Toniutti parvient involontairement à rechanter. L'année suivante, elle joue le rôle d'une sorcière dans la comédie musicale Rodolphe d'Élie Chouraqui.

### Enseignante à la Star Academy et diversification
En 2022, Adeline Toniutti intègre en tant que professeure de chant l'équipe d'enseignants de la saison 10 de la Star Academy, émission qui fait son retour dans la grille de programmes de TF1. Très suivi par le grand public, le programme lui confère une notoriété nouvelle accompagnée d'une médiatisation soutenue, faisant écrire à Ouest-France qu'elle est « une des figures de cette saison » de par son énergie et sa générosité.
En février 2023 a lieu à la Gaîté-Montparnasse la première de son spectacle musical Tel est mon destin où elle raconte son histoire.
En mars, Adeline Toniutti sort son premier single, Hey Man, basé sur un exercice vocal qu'elle a utilisé pour échauffer les voix des élèves de la saison 10 de la Star Academy. Un mois plus tard paraît son deuxième single titré Vivre. En suivant est diffusée sur TF1 la saison 5 de Mask Singer à laquelle elle prend part sous un costume d'alien. Elle participe également au jeu Fort Boyard diffusé sur France 2.
En fin d'année, elle retrouve son rôle de professeure de chant au sein de la saison 11 de la Star Academy, durant laquelle la Franc-Comtoise accompagne le chanteur Pierre Garnier à sa révélation au grand public. Elle a notamment marqué la saison en invitant des personnalités de renom à ses cours de chant en janvier 2024 parmi lesquels Vitaa, Véronique DiCaire, Woodkid, Michèle Laroque et Claudia Tagbo.
Début 2024, Adeline Toniutti profite de sa notoriété récente pour prendre part à la saison 13 de Danse avec les stars aux côtés du danseur Adrien Caby. La chanteuse se sert de sa célébrité pour aussi sensibiliser sur les violences conjugales, s'exprimant à partir de ses premiers témoignages régulièrement sur ce sujet, avec des interviews durant cette année dans 50' inside sur TF1 et Ça commence aujourd'hui par exemple.
Elle apparaît dans son propre rôle dans le film Karaoké produit par Stéphane Ben Lahcene. Elle a également effectué le coaching vocal du tournage pour les actrices Michèle Laroque et Claudia Tagbo.
Elle sort fin mars son premier EP, J'ai le soleil sur le nez,. Elle fera partie du Céline Symphonique en hommage à Céline Dion aux côtés de Chimène Badi et d'Anne Sila.
Le mois suivant, Adeline Toniutti publie une autobiographie intitulée Incandescente pour toujours, dans laquelle elle revient sur différents moments de sa vie,. Autobiographique aussi est son spectacle nommé Hey man ! qu'elle joue à partir de 2024 en France et en Belgique.
À la rentrée, la Star Academy fait son retour pour sa saison 12 avec une équipe d'enseignants significativement renouvelée et au sein de laquelle Adeline Toniutti n'est pas sélectionnée,.
Elle enregistre en duo la chanson The Prayer avec Vincent Niclo. À l'automne, elle fait partie du jury du concours Quelle sera la meilleure chorale de France ? diffusé sur France 3. En fin d'année paraît son deuxième livre intitulé Anatomie du chant, diffusé en francophonie et en Russie.
La chanteuse est au casting de la saison 4 du jeu Les Traîtres retransmis sur M6 courant 2025.
Son troisième livre La Bonne Voix sur la prise de parole en public pour tous paraîtra le 25 septembre 2025. Il a été créé avec la participation de Francis Huster, Liane Foly et d'autres spécialistes.

## Caractéristiques vocales
Selon L'Est républicain en 2008, Adeline Toniutti possède « une voix très agréable, empreinte de vivacité et de chaleur ». Le même quotidien estime en 2013 que « son jeu de scène intense et sa voix aux aigus stratosphériques font sensation ».
TV Magazine juge en 2023 que suite à son accident, Adeline Toniutti a dorénavant « une voix plus rauque, plus rock ».

## Influences
Fan de Freddie Mercury comme son père,, Adeline Toniutti apprécie également Lady Gaga et Céline Dion.
En 2024, elle déclare avoir été « beaucoup inspirée en tant qu'artiste » par le chef d'orchestre et compositeur américain Leonard Bernstein.

## Discographie

### EP
- 2024 : J'ai le soleil sur le nez

1. J'ai pas l'time
2. Monstre
3. J'ai le soleil sur le nez
4. Vis de la vitesse
5. Ça ira
6. Don't Speed Up
7. Hey Man (Live Version)
8. Charlotte
9. Vivre (Version acoustique)

### Singles
- 2023 : Hey Man
- 2023 : Vivre
- 2023 : Rousse

## Émissions de télévision
- 2020, 2024 : Ça commence aujourd'hui sur France 2 : intervenante
- 2022-2023 : Star Academy sur TF1 : professeure
- 2023 : Le Grand Concours sur TF1 : candidate
- 2023 : Mask Singer sur TF1 : candidate
- 2023 : Une famille en or sur TF1 : candidate
- 2023 : Fort Boyard sur France 2 : candidate
- 2024 : Danse avec les stars sur TF1 : candidate
- 2024 : Quelle sera la meilleure chorale de France ? sur France 3 : jurée
- 2024 : 100% logique sur France 2 : candidate
- 2025 : Les Traîtres sur M6 : candidate

## Spectacles
- 2023 : Tel est mon destin
- Depuis 2024 : Hey man !

## Ouvrages
- Incandescente pour toujours, Éditions du Rocher, 2024 (ISBN 978-2268110349)
- Anatomie du chant : Les 5 points pivots de la technique vocale, Marabout, 2024 (ISBN 978-2501190251)